# Lisa Gardner
Lisa Gardner (1971) is een Amerikaanse schrijfster. Ze is de auteur van verschillende thrillerseries, waaronder FBI Profiler-series (Quincy) met onder meer The Killing Hour en The Next Accident, en Detective D.D. Warren series waaronder titels als Doodverklaard en Vind haar. Ze schreef ook romantische romans onder het pseudoniem Alicia Scott. Een aantal van haar boeken zijn onder meer in het Duits, Nederlands, Spaans en Turks vertaald en op e-book en luisterboek verschenen.

## Leven en werk
Gardner groeide op in Hillsboro (Oregon), waar ze afstudeerde aan de Glencoe High School in de stad. Haar roman Gone speelt zich af in een fictieve versie van Tillamook, Oregon. 
Halverwege de jaren negentig werkte ze als onderzoeksanalist voor een internationaal consulting bureau in Boston. Gardners werk als onderzoeksanalist wekte haar interesse voor forensisch onderzoek hetgeen zij kon omzetten in spannende thrillers die geregeld op de bestsellerlijsten terecht zijn gekomen.
Vanaf 2007 woont en werkt Gardner in New Hampshire.